# Paye ta shnek
Paye ta shnek (« paye ta chatte » en argot alsacien) est un blog Tumblr créé en 2012 par Anaïs Bourdet qui recueille des témoignages de femmes victimes de harcèlement de rue.
En 2013, un livre contenant une sélection de témoignages est publié à la suite d'une campagne de financement participatif.
Ce livre sera ensuite réédité par Fayard.
Anaïs Bourdet commercialise également des illustrations basées sur des citations issues de témoignages.
Le site a inspiré la création d'autres sites similaires consacrés à des milieux professionnels (Paye ta robe pour les avocats, Paye ta blouse pour le milieu hospitalier, etc.) ou des situations spécifiques (Paye ta police, Paye ton sport, etc.),.
En juin 2019, Anaïs Bourdet annonce qu'elle arrête de mettre à jour le site.

## Publications
- Anaïs Bourdet, Paye ta shnek : Tentatives de séduction en milieu urbain, Fayard, 3 janvier 2014, 128 p. (EAN 9782863743546, présentation en ligne)